# Gortnandarragh Limestone Pavement SAC
Gortnandarragh Limestone Pavement SAC este o arie protejată (arie specială de conservare — SAC, sit de importanță comunitară — SCI) din Irlanda întinsă pe o suprafață de 347,08 ha, integral pe uscat.

## Localizare
Centrul sitului Gortnandarragh Limestone Pavement SAC este situat la coordonatele 53°24′21″N 9°12′49″W / 53.405875°N 9.213746°V.

## Înființare
Situl Gortnandarragh Limestone Pavement SAC a fost declarat sit de importanță comunitară în august 1997 pentru a proteja un număr necunoscut de specii din flora spontană și fauna sălbatică aflate în arealul zonei. Situl a fost protejat și ca arie specială de conservare în noiembrie 2018.

## Biodiversitate
Situată în ecoregiunea atlantică, aria protejată conține 1 habitat natural: Lespezi calcaroase.
La baza desemnării sitului se află un număr nedeclarat de specii protejate.
Pe lângă speciile protejate, pe teritoriul sitului au mai fost identificate 1 specie de plante, 1 specie de mamifere.